# Otávio Segala
Otávio Segala é um violonista, compositor e cantor de música popular brasileira. Nasceu em Santa Maria, no Rio Grande do Sul. Mora atualmente em Petrópolis (RJ).

## Prêmios e indicações

### Prêmio Açorianos
| Ano  | Categoria         | Indicação        | Resultado |
| ---- | ----------------- | ---------------- | --------- |
| 2003 | Disco de MPB      | A Bossa do Samba | Indicado  |
| 2008 | Compositor de MPB | Otávio Segala    | Indicado  |
| 2008 | Disco de MPB      | Mokambo          | Indicado  |